# 鴨山口神社

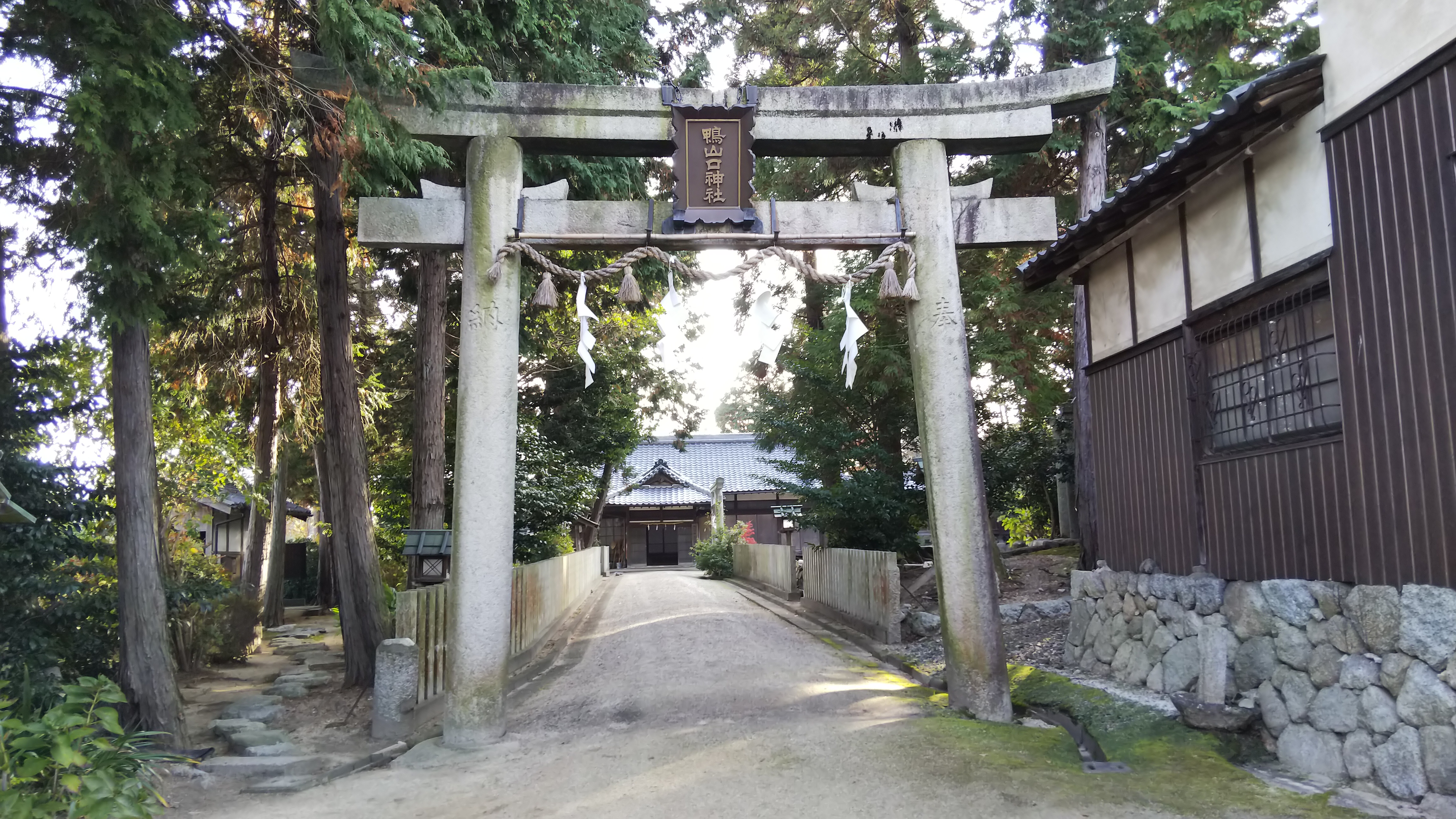
鳥居

鴨山口神社（かもやまぐちじんじゃ）は、奈良県御所市にある神社。式内大社で、旧社格は村社。

## 祭神
大山祇命を主祭神とし、大日霊大神、御霊大神を配祀する。

## 歴史

### 概史
創建年代は不詳。延喜式では、神名帳において「大和国葛上郡 鴨山口神社 大 月次新嘗」とあるほか、祈雨祭神八十五座の一座に挙げられており、山口社は十四社あるがその内葛上郡の鴨山口神社が本社であるとされている。また、下鴨社（鴨都波神社）に対して上鴨社とも呼ばれていた。
近代社格制度では村社に列格した。

### 神階
- 天安3年（859年）1月27日、従五位下より正五位下（『日本三代実録』）- 表記は「鴨山口神」。

## 文化財

### 重要文化財
- 木造大日霊命坐像（おおひるめおのみことざぞう）・御霊大神坐像（ごりょうおおかみざぞう）[1]

## 境内

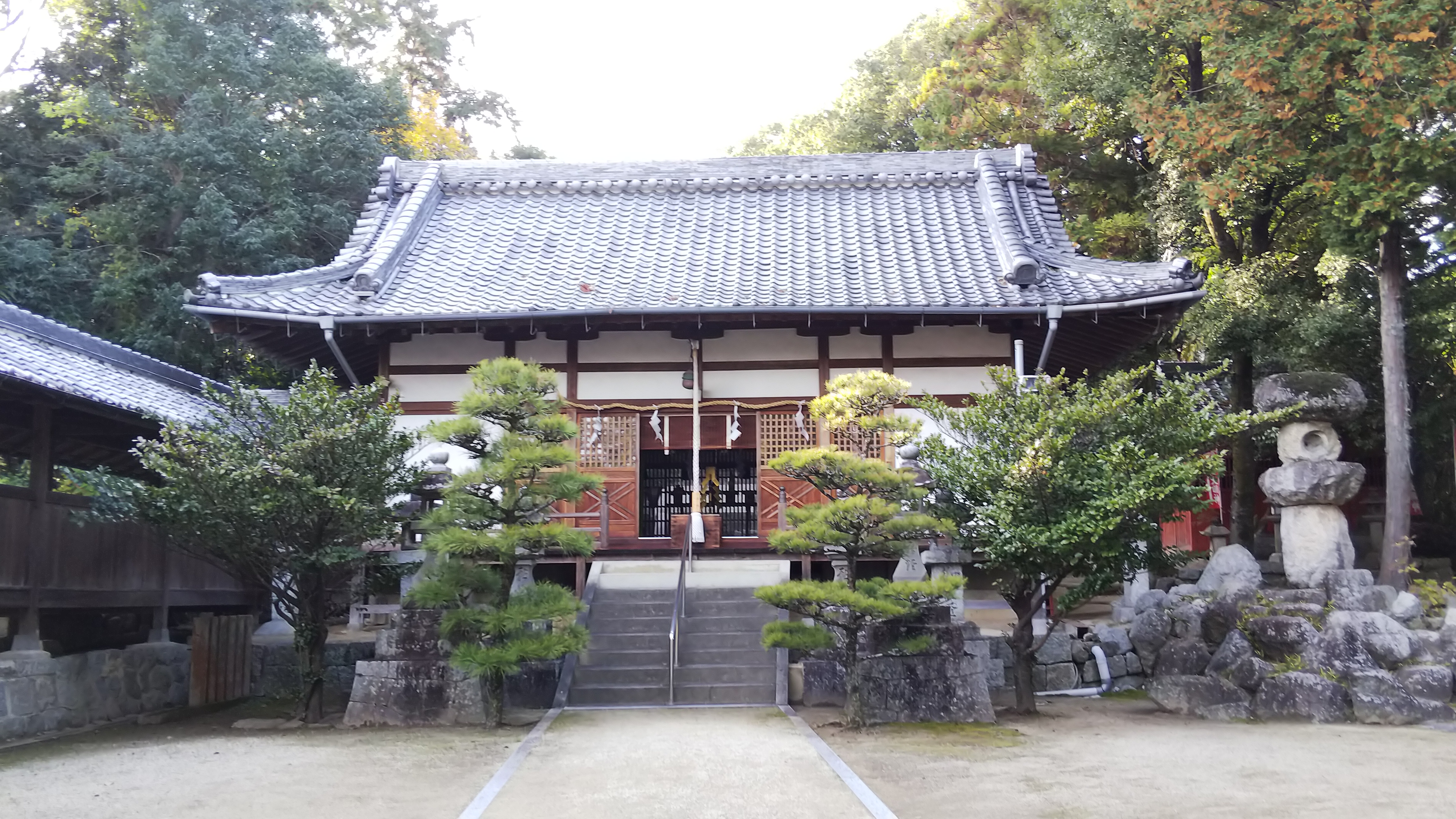
拝殿
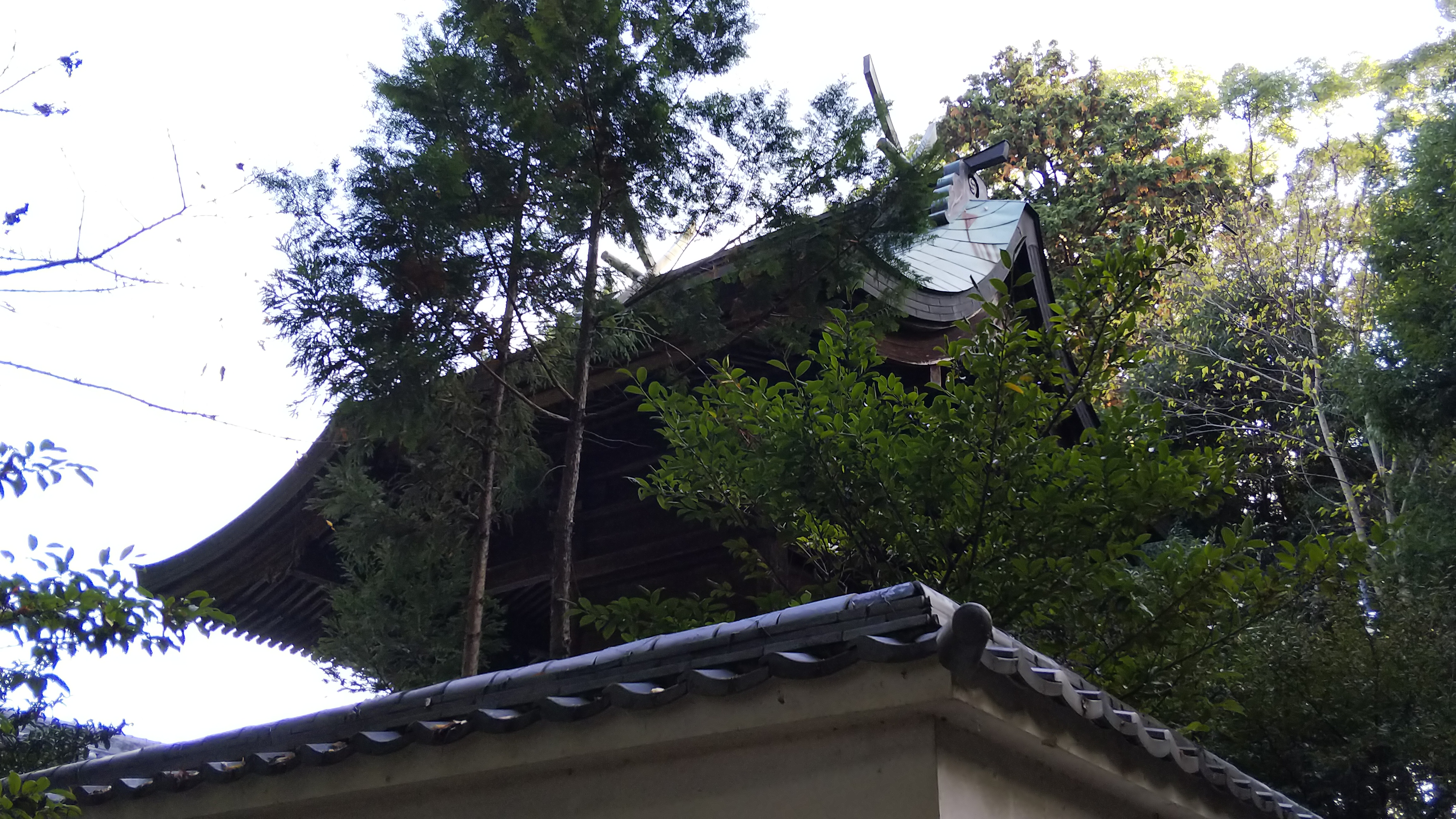
本殿
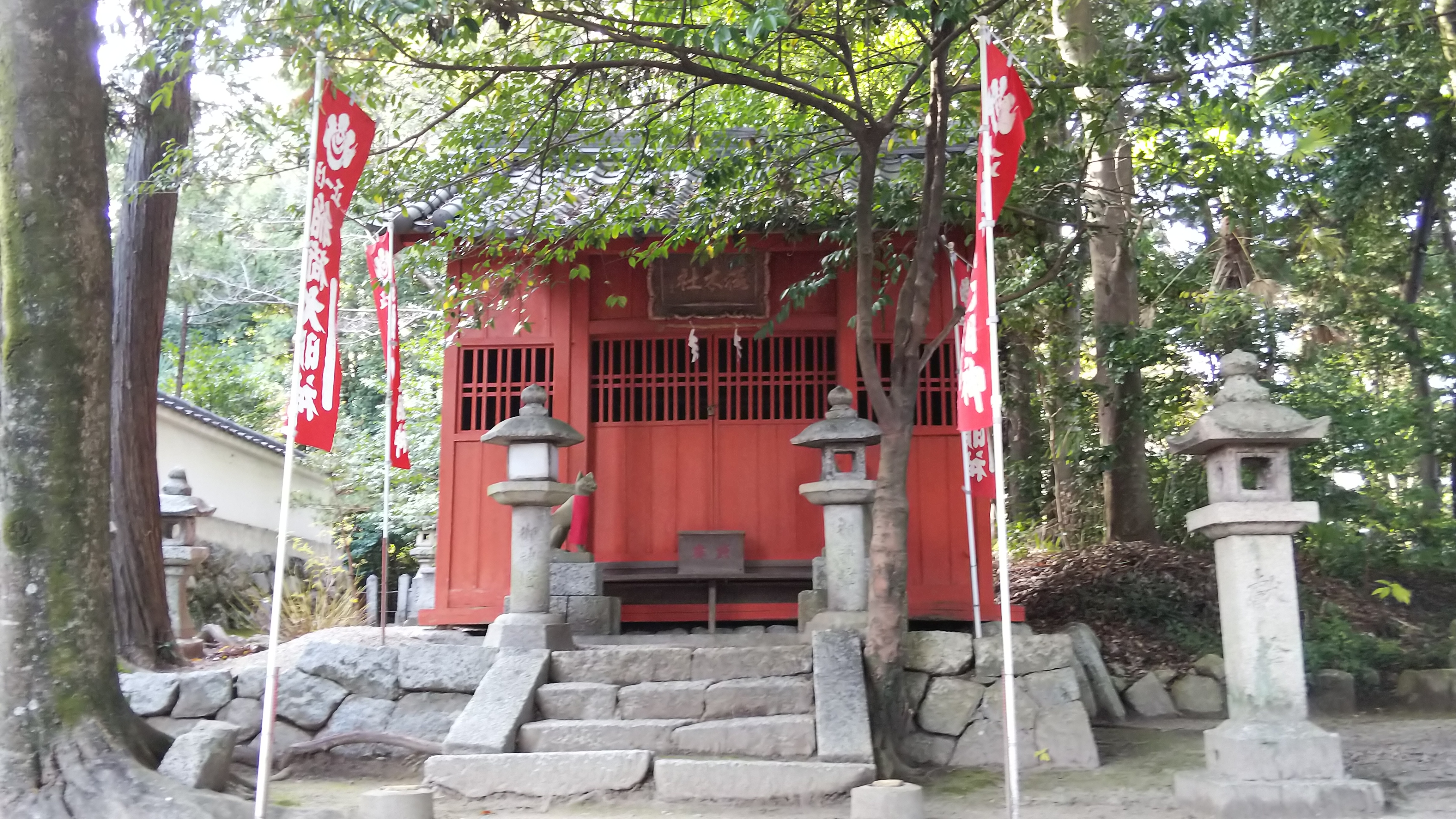
桜木社（稲荷神社）
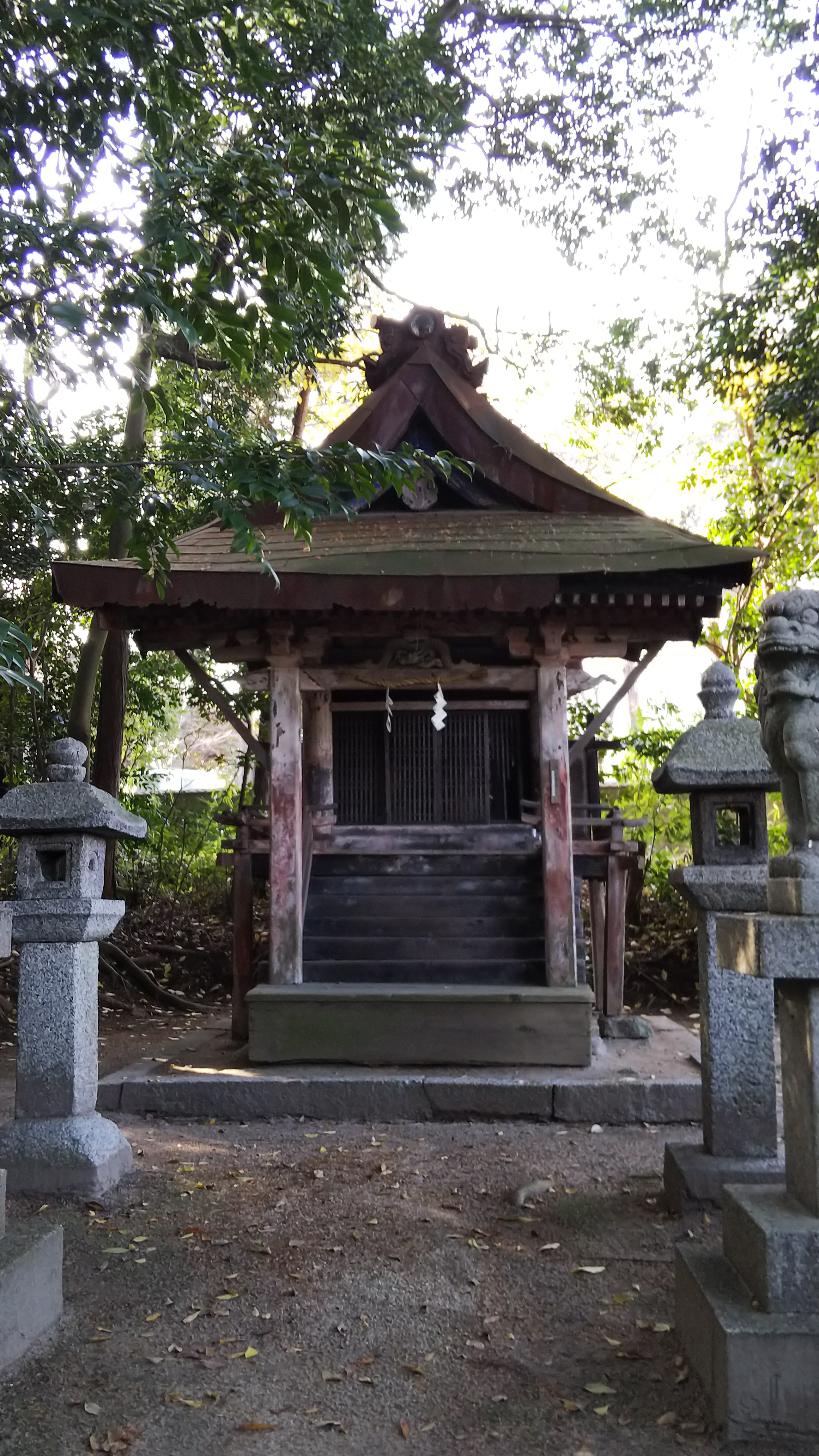
春日神社
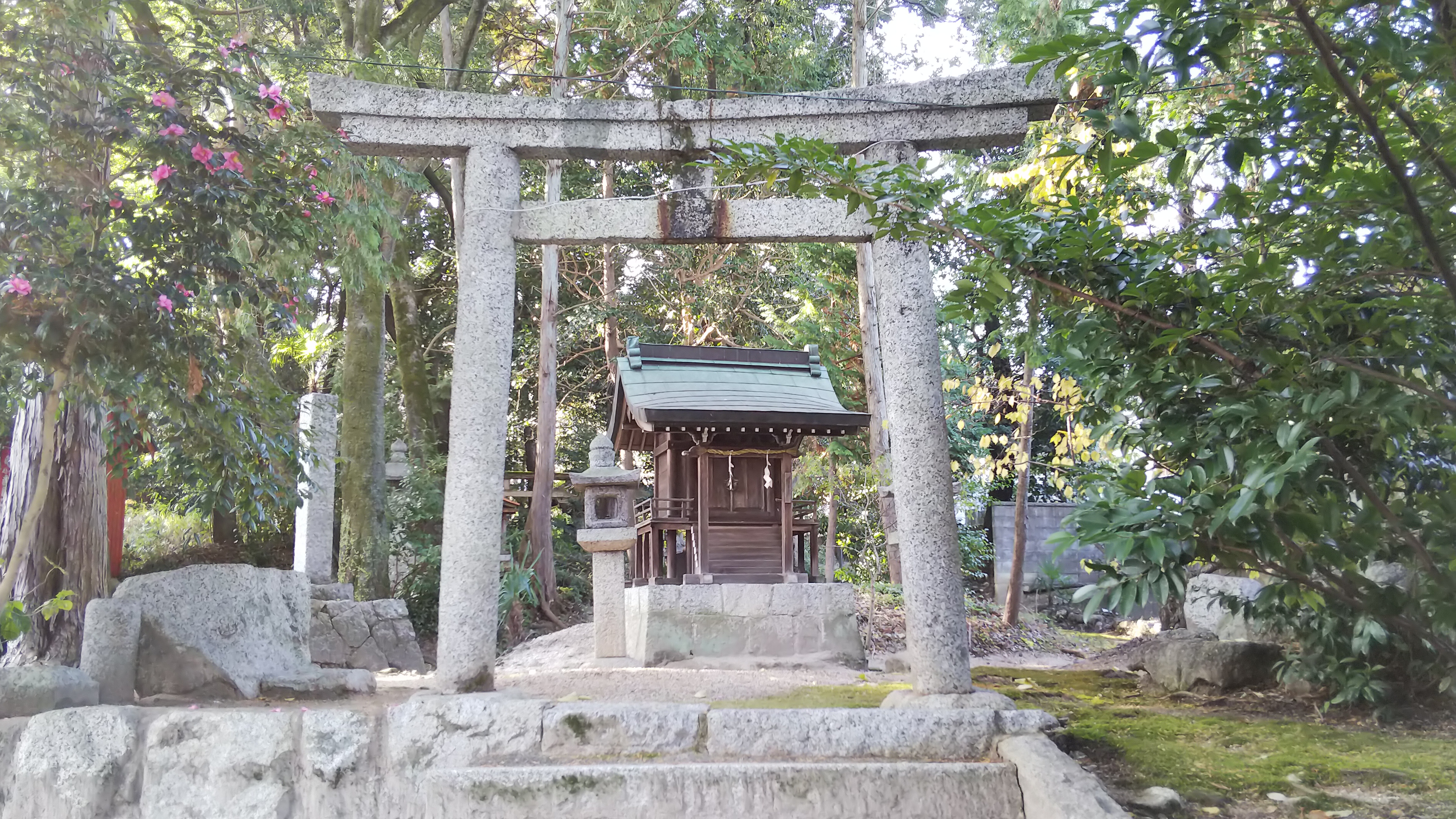
天満神社